# Hermonassa xanthochlora
Hermonassa xanthochlora là một loài bướm đêm trong họ Noctuidae.